# Granito do Sameiro
O Granito do Sameiro é um complexo granítico situado no norte de Portugal

## Enquadramento geológico
O concelho de Braga está integrado na Zona Centro Ibérica, apresentando, essencialmente, formações graníticas de idade hercínica, metassedimentos do Paleozóica e depósitos de cobertura.
Relativamente aos complexos graníticos, as unidade de Celeirós com 66,8 km2 e Braga com 56,8 km2, são as unidades com maior expressão no Concelho. Seguidos pelos Granito do Sameiro, com 12 km2, Granito de Briteiros, Granito de Gondizalves e Complexo Granítico da Póvoa de Lanhoso.
De uma perspectiva mais regional, os maciços graníticos hercínicos sintectónicos associados ao cisalhamento Vigo-Régua, apresentam granitóides, que são designados, de Norte para Sul, por granitos de Refoios do Lima, Sameiro, Felgueiras, Lamego e Ucanha-Vilar.

## Caracterização

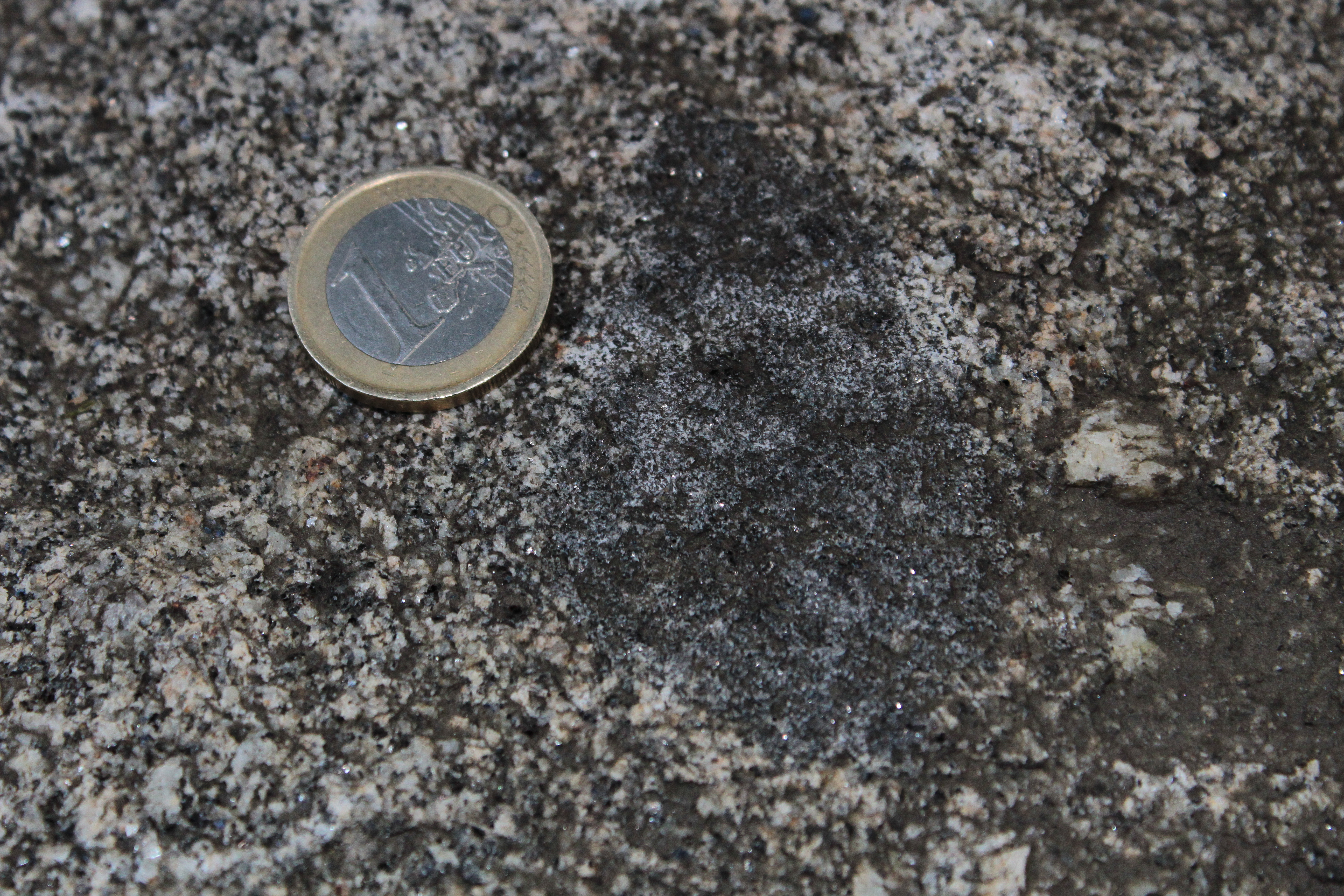
encrave microgranular máfico

A nível mineralógico, o Granito do Sameiro é constituído, essencialmente e segundo a ordem de expressão por, quartzo + palgioclase (andesina/oligoclase) + feldspato potássico + biotite+ zircão + moscovite.
Segundo o diagrama QAPF (classificação de Streicheisen), trata-se de um Granitóide (granodiorito a monzogranito) biotítico com textura porfiróide (megacristais de feldspato potássico), com encraves microgranulares máficos, pertencentes ao grupo dos granitóides sinorogénicos biotíticos sin-F3.

## Origem do Granito do Sameiro

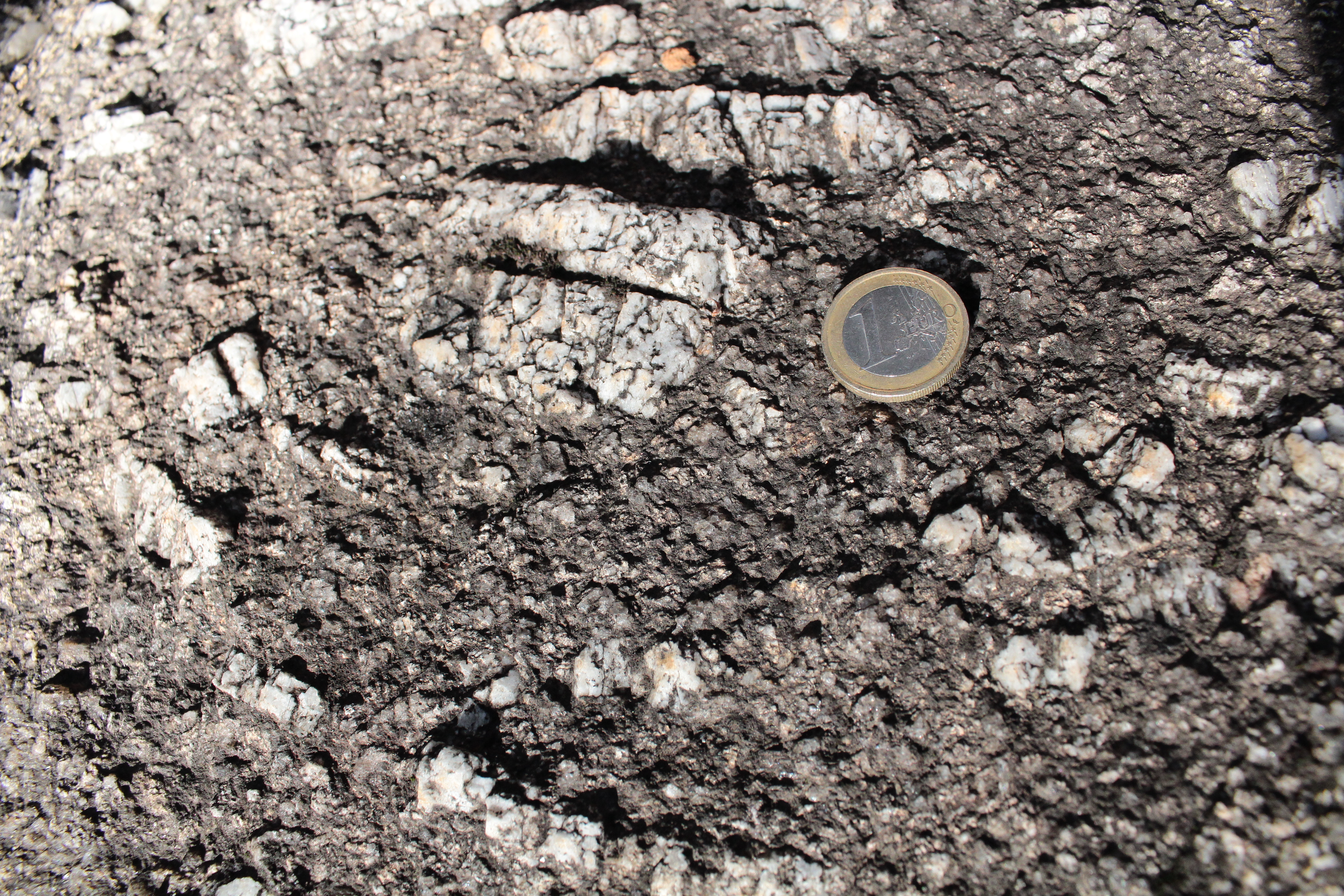
Megacristais de Feldspato Potássico

A orientação dos megacristais de feldspato potássico, da biotite, e ainda a orientação dos encraves microgranulares, confere ao Granito do Sameiro lineações minerais bem marcadas, as quais indicam a direcção do fluxo magmático e suportam uma origem estrutural magmática. 
As diferenças geoquímicas, mineralógicas e isotópicas entre os vários granitos excluem a possibilidade de uma única fonte homogénea para a origem de todos os granitos (Pimenta,Pedro]. A presença de rochas gabróicas de origem mantélica (manto enriquecido) na região onde ocorre a granito de Sameiro, a presença de encraves microgranulares máficos nos granitos do Sameiro, suportam um modelo de mistura entre um magma básico (possivelmente mantélico) e um magma crustal félsico.